# Pont-de-Labeaume

Pont-de-Labeaume este o comună în departamentul Ardèche din sud-estul Franței. În 1 ianuarie 2022 avea o populație de 572 de locuitori.